# De wet van alles
De wet van alles is het 16e stripalbum van Agent 327, getekend door Martin Lodewijk en in 2002 uitgegeven door Uitgeverij M. Het verhaal (dossier) is voor het eerst verschenen in het Algemeen Dagblad in 2002 (7 januari t/m 20 april).
De wet van alles is een vervolg op Dossier Zevenslaper.

## Verhaal
Op kantoor zien Juffrouw Betsy en Agent 327 de Chef rondlopen met een bord dat zegt dat het "einde nabij" is. Het blijkt dat een geheimzinnig object sneller dan het licht door de ruimte suist en recht op de aarde afkomt. De Chef en de publieke opinie leiden hieruit af dat de aarde hierbij vernietigd zal worden. Dan duiken Ahasveros (zie Dossier Zevenslaper) en Olga Lawina op die Agent 327 met geweld meenemen omdat de tijd dringt en ze zo snel mogelijk op het Noordzeestrand moeten zijn. Terwijl het drietal naar het strand rijdt blijkt het geheimzinnige object zijn vaart te minderen en slaat de angst op aarde om in vreugde als de planeet gered lijkt te zijn....
Op het Noordzeestrand, meer bepaald in Wijk aan Zee, worden Ahasveros, IJzerbroot en Olga Lawina door de piramide van de Zevenslaper aan boord geflitst. Het blijkt dat de piramide van de Zevenslaper het geheimzinnige ding was dat op de aarde afkwam. Zevenslaper heeft IJzerbroots hulp nodig omdat het heelal in groot gevaar is. Ze reizen daarom naar het einde van alle tijden of zo'n "359 en zoveel mega giga ziljoen jaar in de toekomst". Via de kwantum waarschijnlijkheid gaan ze naar de subjectieve Hilbertruimte en komen ze aan het gekwantummificeerde epithetische centrum van het heelal. Eenmaal daar komt Agent 327 te weten dat een "boze macht" (de Negendoder) van plan is over drie miljoen jaar een nieuwe oerknal te creëren die echter niet het heelal zal doen ontstaan, maar net het omgekeerde zal doen: alle anti-materie en het hele universum vernietigen, inclusief de ganse geschiedenis van het begin van de schepping tot het einde der tijden. Er zal dus niets meer overblijven.
Ahasveros, Olga, IJzerbroot en Zevenslaper trekken hierop in een analoge wereld op zoek naar het hol van de Negendoder in het knooppunt van kosmische snaren in het heelal. Tijdens hun tocht schakelen ze een van de handlangers van de Negendoder (een van de vier ruiters van de Apocalyps) uit, maar IJzerbroot wordt per ongeluk een van hen en snelt terug om de Negendoder te waarschuwen. Olga, Ahasveros en Zevenslaper zetten de achtervolging in, maar ook Olga en Ahasveros worden uiteindelijk door de Ruiters gevangengenomen. De Zevenslaper gaat hen achterna en vindt hen terug in het hoofdkwartier van de Negendoder. De Negendoder heeft alle andere Zevenslapers gevangengenomen en toont Olga een omegapoort die toegang geeft tot de verdampende dimensies van het heelal, waar het alfapunt van het begin van het heelal aanwezig is. Olga slaat de Negendoder echter een blauw oog en bevrijdt IJzerbroot en Ahasveros. De Negendoder vlucht door de poort en IJzerbroot, Olga, Ahasveros en Zevenslaper gaan achter hem aan. Ze belanden in een eschatosdimensie op de speldeknop van het middelpunt van het universum, waar "de wet van alles" regeert.
De Negendoder toont hen dat het hele heelal en bestaan op een iMaccomputer staat en hij besluit de harde schijf van het heelal te wissen. De computer blokkeert echter en moet herstart worden, tot frustratie van de Negendoder. "De wet van alles" blijkt namelijk de Wet van Murphy te zijn: als er iets kan fout gaan, zal het ook fout gaan. De Negenslaper herstart de computer, maar de Zevenslaper kan hem overmeesteren, terwijl IJzerbroot het wissen van de harde schijf stopzet. Dan worden ze ineens allemaal tegengehouden door een grote hand die God moet voorstellen. Het universum blijkt slechts een wetenschappelijk experiment van deze God te zijn en Hij besluit nieuwe materie toe te voegen zodat het heelal nog lange tijd zal blijven bestaan. Wanneer Olga de computer wil gebruiken om de grote levensvragen op te lossen stuurt God hen terug naar de piramide van de zevenslaper. Hierop keren Olga, IJzerbroot en Ahasveros weer terug naar hun eigen tijd.

## Trivia
- De titel van het album, "De wet van alles" is geïnspireerd op de Theorie van alles.
- In strook E3 mijmert IJzerbroot: "We zitten maar naar de televisie te kijken alsof daar de antwoorden te vinden zijn... Big Brothel, "De Smoel van de Poel", Slechte tijden, klote tijden dat verwijst naar Goede tijden, slechte tijden, Peter Erg Devries, Robert De Bink."
- Chef dost zich uit in een lange witte mantel en verklaart dat het einde nabij is. Dit is een verwijzing naar de kledij van Philippus de Profeet in het Kuifjealbum De geheimzinnige ster.
- Wanneer de Chef IJzerbroot in strook E5 zegt dat "het einde nabij is", antwoordt IJzerbroot: "Maar chef, die meneer van Ephraïm heeft al gezegd dat het niet door gaat omdat de media niet wilden meewerken."
- Volgens Chef kwam hij te weten dat er een geheimzinnig object op weg is naar de aarde, dankzij Sinisternet via een ontdekking door de Trubble telescoop en een bevestiging door de bekende astro-autoriteit Carl Kopspijker op de site www.kennislink.nl.
- Chef vertelt in strook E6 dat het object sneller dan het licht is en hierdoor volgens Einstein de massa steeds groter wordt, zodat nu zelfs sterrenstelsels worden vervormd. IJzerbroot gelooft dit niet en zegt dat volgens de relativiteitstheorie zo'n object bij het bereiken van de lichtsnelheid de massa van zo'n object oneindig groot zou moeten worden. Chef antwoordt hierop droog: "IJzerbroot, jongen, je kijkt te veel naar Star Trek."
- IJzerbroot haalt aan dat je als je sneller dan het licht reist, je naar het verleden reist. Volgens Carl Kopspijker zal de aarde vernietigd worden als het object tussentijds niet oplost in een of andere kwantumruimte.
- Juffrouw Betsy besluit van de nood een deugd te maken en niet meer aan haar lijn te denken, nu het einde van de wereld nabij is. Ze verduidelijkt: "Elk nadeel heb z'n voordeel." Een parafrasering van een van Johan Cruijffs beroemdste uitspraken.
- De dreigende ramp is vervolgens internationaal nieuws. Het verschijnt op de voorpagina van het Algemeen Dagblad, op C&N, een generaal verklaart "Make No Mistake" (een verwijzing naar George W. Bush' uitspraak na de aanslagen van 11 september 2001) de Marahisji Bogus Yogi zet zijn meditatietroepen in en lijsttrekker Pim Voortuin verklaart dat er geen plaats zal zijn voor asielzoekers. Ook drie cartoonreeksen verwijzen naar de ramp. Een ervan is "Liefde en geluk" door Gerrit de Jager en de andere S1ngle van Hanco Kolk en Peter de Wit.
- De Chef kniest in strook E10 dat er nooit meer Katja Stuurloos in Kusta of Ball Stars zal zijn.
- De Zevenslaper verklaart in strook E18 dat "gezien de afstanden in tijd en ruimte wij niet heenkonden om de relativistische quantumsubductie bij de overgang van Hilbertruimte naar 3-D."
- In strook E20 reist de piramide rond de lichtsnelheid via octaven van minus-Plancksnaren naar de toekomst. IJzerbroot vraag Zevenslaper: "hoe het dan zit met het bekende grootvaderprobleem?"
- Terwijl ze miljoenen jaren later in de toekomst aankomen, vraagt IJzerbroot zich af: "Zou er al vrede zijn in het Midden-Oosten?" Een verwijzing naar het schijnbaar eindeloos durende conflict in het Midden-Oosten.
- De zeven dwergen in de Zevenslaper zingen in strook E22 "Heho, heho, je krijgt het niet cadeau", net als de Zeven Dwergen in de Nederlandstalige versie van de Disneyfilm Sneeuwwitje.
- In strook E24 reist de Zevenslaper door naar de kwantum waarschijnlijkheid waar ze van transductie overgaan op subductie en verder reizen naar de subjectieve Hilbertruimte. IJzerbroot wordt misselijk en geeft over. Hij verontschuldigt zich: "Sorry... Als kind kon ik al nooit in de draaimolen van Diergaarde Blijdorp."
- In strook E25 vraagt IJzerbroot zich af of in het verleden "het huwelijk van 2-2-'02 wel goed zal zijn verlopen?" Op 2 februari 2002 vond het huwelijk tussen prins Willem-Alexander en prinses Máxima Zorreguieta plaats. Ze rijden voorbij in het derde prentje. In strook E31 worden ze "Alexschrander en Maxima Culpa" genoemd. Maxima Culpa's naam is een woordspeling op het Latijnse woord mea culpa dat "mijn schuld" betekent. Vóór hun huwelijk was er veel controverse over Maximà omdat haar vader deel uitmaakte van de Argentijnse junta tijdens de jaren 70 onder het regime van Jorge Videla.
- In strook E26 komen ze aan in de gequantummificeerde epithetische centrum van het heelal. Er zijn minder sterren te zien, gezien het heelal uitdijt en ze daarom steeds verder van elkaar af staan.
- De Zwarte Zevenslaper vraagt de Witte Zevenslaper of IJzerbroot, Olga en Ahasveros wel de juiste wezens zijn, gezien ze er totaal anders uitzien in vergelijking met de afbeelding vastgelegd in onze historische archieven? Zijn archief toont de cover van het album Dossier Zevenslaper, waarop de personages nog iets anders getekend waren, vooral Olga Lawina. Ironisch genoeg merkt uitgerekend zij op; "dat ze er geen dag ouder uitziet dan volgende week."
- Wanneer de Witte en Zwarte Zevenslaper hun kennis tweedelen, vormen ze het Yin en Yangsymbool.
- De Zwarte Zevenslaper gaat na op zijn quantaal computer alles na wat er met het heelal zou kunnen gebeuren, maar de Witte Zevenslaper voegt hier wel aan toe: "Met het onzekerheidsprincipe van Heisenberg weet je nooit waar je aan toe bent."
- Als IJzerbroot in strook E32 hoort dat er een nieuwe oerknal zal ontstaan, maar slechts over drie miljoen jaar, zegt hij: "Oef! U maakte me toch even bang! Maar over iets wat pas over drie miljoen jaar gaat gebeuren, kan ik mij nu niet echt druk maken... Eerst maar eens zien hoe het afloopt met de Lijst Pim Fortuyn." Toen dit verhaal in de krant liep had Pim Fortuyn net zijn eigen partij opgericht en was er controverse opgedoken omdat men hem van racisme verdacht. In strook E88, aan het einde van het album, verneemt IJzerbroot dat het kabinet is gevallen: "Ze (de coalitie tussen de CDA en Lijst Pim Fortuyn) waren minister, maar nu even niet." IJzerbroot: "Zozo...ja, dan vraag je je wel af waar je je eigenlijk druk om gemaakt hebt!"
- De Zevenslaper toont IJzerbroot in strook E34 een "Vril-Ya-Domo", een analoogpak, waar volgens Olga "Jean-Paul Gaultier en Versace jaloers op zouden zijn." De Zevenslaper vergelijkt het pak met een soort virtual reality body suit. IJzerbroot merkt op: "Ik heb daar al eens iets over gelezen in een halfgaar stripverhaal." Een voetnoot vermeldt dat IJzerbroot het Stormalbum "De Dallas Paradox" bedoelt. Martin Lodewijk is de belangrijkste scenarist van deze reeks.
- Als IJzerbroot een soort samoeraipak krijgt aangemeten vraagt hij zich af: "Waar ben ik terechtgekomen? Arnold Zwarteknakker In de Ban van de Ring?" Wanneer hij het bosrijke landschap ziet verwijst hij opnieuw naar "Lord of the Rings" met de vraag: "Zitten we soms in Nieuw-Zeeland?"
- Bij het zien van de kostuums van de anderen roept IJzerbroot verschrikt: "AAAH! We zijn in het Carnaval van Oekel verzeild!" Dit carnaval bestaat niet, maar is wellicht een woordspeling op het Carnaval van Oeteldonk.
- Ahasveros verklaart dat hij altijd al de beste was in kampioenschappen twirlen (strook E38).
- De Negendoder blijkt in diezelfde strook een soort archaïsche zone te hebben gecreëerd: "De zwarte long."
- Ahasveros zingt in strook E39 de openingsregels van het lied Ketelbinkie, zij het foutief. IJzerbroot merkt op: "Ahasveros (...) denkt zeker dat hij de Vierdaagse van Nijmegen loopt."
- Wanneer Olga het riviertje door het groene landschap ziet zegt ze: "Je verwacht ieder ogenblik Bob Ross aan het schilderen te zien."(strook E39)
- Ahasveros slaat het monster in strook E39 neer met zijn knots en roept: "Dit heeft mijn maatje, Tiger Woest me geleerd!" Als hij in strook E44 aan een liaan een ruiter uitschakelt, zegt hij: "Dit trucje heb ik van mijn oude makker Tarzak geleerd."
- De vier ruiters van de Apocalyps verwijzen naar het Bijbelse concept van Het laatste oordeel.
- In strook E50 trekken Olga, Ahasveros en Zevenslaper een kwantum horizon in. In strook E57 vluchten de Ruiters met Olga en Ahasveros een nieuwe kwantumhorizon in, met een mega-dimensionaal gesloten kromming.
- De Zevenslaper legt uit dat de Negendoder van plan is de Big Crunch te veroorzaken.
- De Negendoder verklaart in strook E65 dat alle mysteries zullen worden opgelost als het heelal verdwijnt: "Wilt u nog iets weten? Het grootste priemgetal misschien? (...) De ware identiteit van Ben Bits?"
- In strook E71 verklaart de Zevenslaper dat hij het quarkspoor van de Negendoder ruikt.
- In strook E73 legt de Zevenslaper uit dat het niet uitmaakt waar ze heenlopen, gezien ze op een Moebiusstrip lopen. IJzerbroot heeft hierover alweer iets gelezen in een stripalbum van Storm: De Wentelwereld. (Martin Lodewijk heeft enkele scenario's voor deze stripreeks geschreven).
- In strook E73 merkt IJzerbroot tijdens Zevenslapers complexe uitleg uit: "Volgens mij snapt de schrijver van dit dossier er ook geen barst meer van, maar wil het niet toegeven."
- In strook E74 manipuleert de Negendoder de topologische vectoren om hen te vertragen. IJzerbroot fantaseert zich echter een stel rolschaatsen om sneller vooruit te komen. De anderen noemen hem hierop: "Gianni Potverromme".
- Olga Lawina trekt de geloofwaardigheid van het hele album in twijfel door in strook E76 op te merken: "Veronderstel dat we te laat komen en het heelal vergaat echt...zouden onze lezers daar dan iets van merken?"
- De oerbeweger die de oerknal in gang zet en alles bepaalde, van de trilling van een quark tot de dood van een sterrenstelsel blijkt in de vorm van een "Aaimaakcomputer te zijn gemaakt, om het begrijpbaarder te maken voor het beperkte menselijke brein." Olga merkt op dat zo'n ding "eeuwen geleden al uit de tijd was."
- Wanneer de computer crasht stamelt de Rode Zevenslaper: "Maar dit is een appel! Een appel van de oorspronkelijke boom van alle kennis!! Die kan niet vallen!!" Een verwijzing naar de appel van Adam en Eva en een Applecomputer.
- De Wet van Murphy doet het plan van de Rode Zevenslaper mislukken. IJzerbroot snelt op zijn rolschaatsen erheen en zegt: "Als ik nog één keer zo'n sprintje kan trekken, leer ik Jochem Uytdehaage nog goed te spellen."
- De Hand (God) verklaart in strook E81 dat de status van het heelal "gesloten" is. Een verwijzing naar een gesloten heelal.
- In strook E82 tovert God een monoliet. De anderen reageren: "Dat heeft ie uit een stripverhaal gehaald! (De Chninkel) En die hebben het weer uit een film gehaald." (2001: A Space Odyssey) En die was naar een boek gemaakt (van Arthur C. Clarke) en dat was weer gebaseerd op een kortverhaal."
- Als God opmerkt: "Eerst nog even een paar kleine aanpassingen invoeren in het programma..." zegt IJzerbroot: "Wie denkt 'ie wel dattie is? Eli Asser?" Waarop Olga: "Of Joop van den Ende?" En Zevenslaper: "Moet dat niet Joop van Wordt Vervolgd zijn?"
- Nadat God uitlegt dat in de energie die vrijkomt bij de ineenstorting van het heelal jullie nakomelingen de oplossing zullen vinden om te ontsnappen aan de eeuwige kringloop, zegt IJzerbroot: "Heb ik wel eens een boek over gelezen." Een voetnoot verwijst naar Frank J. Tiplers The Physics of Immortality.
- Als God verdwijnt stamelt IJzerbroot: "En weg is Kabouter Plop!", wellicht verwijzend naar de witte baard die zowel God als Plop hebben.
- Olga formuleert een theorie van het windje van een baby dat eindigt als een storm in China. IJzerbroot verbetert haar dat dat over de vleugelslag van een vlinder gaat. Een verwijzing naar het vlindereffect. (strook E83).
- IJzerbroot wil maar één levensvraag weten: hoe Feyenoord het zal doen in de UEFA Cup? Martin Lodewijk is zelf fan van deze voetbalclub.
- Ahasveros blijkt in strook E87 te zullen gaan vechten tegen Mike Tyson, waarop Olga: "Arme Mike."
- Olga blijkt in strook E90 lijfwacht te zijn voor de De Bekstriet Boys.